# О’Брайен, Пэт (актёр)
Пэт О'Брайен (англ. Pat O'Brien) —  американский  актёр ирландского происхождения.

## Биография
Родился 11 ноября 1899 года в Милуоки в американо-ирландской семье католиков. Назван в честь деда-архитектора. погибшего в Нью-Йорке.
В детстве Пэт служил алтарным мальчиком в церкви. Он учился в Академии Маркетт вместе с другим будущим актёром Спенсером Трейси, с которым они дружили всю жизнь. Во время Первой мировой войны О’Брайен и Трейси присоединились к ВМС США. Они оба посещали военно-морской учебный центр Гранд Лейкс, но война закончилась раньше их обучения.
Творческая карьера О’Брайена началась в 1920-х с бродвейских постановок. Уже в следующем десятилетии он стал популярным актёром кино. Наиболее часто ему доставались роли полицейских и священников. Первая главная роль была им сыграна в фильме 1931 года «Первая полоса», где его партнёром был Адольф Менжу.

### Личная жизнь
С 1931 года до самой своей кончины был женат на актрисе Элоизе Тейлор. У них было четверо детей. Тейлор пережила мужа на четыре года и умерла в декабре 1987 года.

## Награды
Игра Пэта  О'Брайена отмечена двумя наградами Daytime Emmy и двумя звёздами на Аллее славы в Голливуде.

## Избранная фильмография
- 1931 — Любовь и честь / Honor Among Lovers
- 1931 — Первая полоса / The Front Page
- 1931 — Утешительный брак / Consolation Marriage
- 1932 — Адский дом / Hell's House
- 1932 — Американское безумие / American Madness
- 1932 — Воздушная почта / Air Mail
- 1933 — Бюро пропавших без вести / Bureau of Missing Persons
- 1933 — Взрывоопасная красотка / Bombshell
- 1934 — Леди-игрок / Gambling Lady
- 1934 — Двадцать миллионов возлюбленных / Twenty Million Sweethearts
- 1934 — В дело вступает флот / Here Comes the Navy
- 1934 — Дорожка флирта / Flirtation Walk
- 1935 — Морская пехота в воздухе / Devil Dogs of the Air
- 1936 — Нулевой предел / Ceiling Zero
- 1936 — Китайский Клиппер / China Clipper
- 1937 — Сан-Квентин / San Quentin
- 1938 — Ковбой из Бруклина / Cowboy from Brooklyn
- 1938 — Парень встречает девушку / Boy Meets Girl
- 1938 — Ангелы с грязными лицами / Angels with Dirty Faces
- 1940 — Кнут Рокне настоящий американец / Knute Rockne, All American
- 1942 — Флот не подведет / The Navy Comes Through
- 1943 — Бомбардир / Bombardier
- 1943 — Сестра его дворецкого / His Butler's Sister
- 1946 — Катастрофа / Crack-Up
- 1947 — Отбросы общества / Riff-Raff
- 1948 — Мальчик с зелеными волосами / The Boy with Green Hair
- 1949 — Опасная профессия / A Dangerous Profession
- 1950 — Огненный шар / The Fireball
- 1951 — Народ против О’Хары / The People Against O’Hara
- 1958 — Последний салют / The Last Hurrah
- 1959 — В джазе только девушки / Some Like It Hot
- 1970 — Финкс / The Phynx — в роли самого себя
- 1981 — Рэгтайм / Ragtime